# .223 Remington
O calibre .223 Remington (.223 Rem) foi desenvolvido em 1957 pela Remington em conjunto com a Armalite para o fuzil de assalto AR-15. Foi oficialmente adotado pelo Exército dos Estados Unidos em 1964, quando da adopção do fuzil de assalto M16. Em 1980 foi adotado também como calibre oficial da OTAN.
Os projéteis .223 Remington são alvo de discussão ainda hoje, pois o calibre, apesar de ser excelente para uso policial, é considerado anêmico para uso militar. Os projéteis têm um mau balanceamento entre o design, a massa e a força com que são disparados. Isso resulta numa performance péssima, apesar da precisão. O grande problema dos Remington é o baixo stopping power, ou seja, um alvo atingido com um tiro desse calibre ainda poderá lutar por muito tempo antes que os efeitos do ferimento sejam percebidos. Os .223 Remington são os únicos projéteis de fuzil no mundo que podem ser barradas por um colete antibala de kevlar ou CRISAT. Nos EUA, os Remington ganharam o apelido de Varmint Hunter (caçador de bichinhos), já que sua munição raramente dá conta de abater um animal maior do que um peru.
Uma grande polêmica entre o alto comando militar americano hoje é a possibilidade de se mudar o padrão do calibre para o apreciado 7,62 mm NATO, o mesmo do FN FAL e da G3, embora essa proposta talvez demore para ser aceite devido ao forte recuo provocado pelos 7,62 mm (os .223 Remington provocam apenas 30% do recuo do 7,62 mm), além da quantidade de munição que um soldado pode carregar (cerca de 50% mais a favor do .223 Remington).